# Antoine-Marin Lemierre
Antoine-Marie Lemierre fue un poeta dramático francés, nació en París en 1733. 

## Biografía
Hizo todos sus estudios con éxito brillante y empezó su reputación literaria con una célebre composición latina. Las excelentes disposiciones del joven Lemierre agradaron mucho a M. Dupin, asentista general, quien le puso a su lado con el título de secretario suyo, llevado de la generosa idea de proporcionarle los medios para que se dedicara a la poesía, a la cual manifestaba una afición extrema. Muy en breve se dio a conocer Lemierre con su poema sobre la Ternura de Luis XIV por su familia, publicado en 1753, que mereció ser premiado por la academia. Igual resultado tuvieron otros poemas, ganando sucesivamente cuatro premios en la academia francesa y dos en la de Pau. Uno de los primeros fue el que compuso sobre el Comercio, en el cual hay aquel verso tan conocido en aquella época.
La aceptación con que fueron recibidas las obras poéticas de Lemierre dedicó a éste a probar fortuna en el arte dramático y dio a luz muchas tragedias, algunas de las cuales le valieron grandes aplausos. Sus títulos son los siguientes: 
- Hipermnestra, 1758
- Idumeneo, 1764
- Artajerjes, 1766
- Guillermo Tell, id
- La Viuda de Malabar, 1770
- Ceramis, 1785
- Barnevelt, 1790
- Virginia, que el autor no permitió que se representara.

Las mejores son Hipermnestra, Guillermo Tell y la Viuda de Malabar. También compuso dos poemas didácticos, el uno en Tres cantos sobre la Pintura , París, 1769; y el otro en dieciséis titulado Los Fastos á los usos del año, París, 1779, en 8°. Por la muerte de Voltaire, acaecida en 1778, Lemierre pretendió ocupar su puesto en la academia; a pesar de su mérito se prefirió a Ducis; no obstante a poco tiempo logró el honor de suceder al abate Batteux. Llegó la época de la revolución y los excesos que se cometieron le pusieron en tal grado de estupor que por último le condujo al sepulcro, y murió en 1793 con universal sentimiento de sus amigos y de cuantos le conocían. 
Las composiciones literarias de este poeta no han estado libres de crítica, particularmente sus tragedias y se observa que a pesar de las situaciones enérgicas y de la feliz composición de la fábula, acumula con exceso inverosimilitudes, exagera los caracteres e incurre en cierta monotonía en la declamación. Los versos de Lemierre que han sido más celebrados son: el citado del poema del Comercio y en la tragedia  Barnevelt, reprobando el suicidio, cuando el hijo de Barnevelt aconseja a su padre que evite la ignominia del suplicio dándose la muerte, y le dice: Catón se la dio. Y el padre contesta: Sócrates la aguardó.